# Sveva Casati Modignani
Sveva Casati Modignani é um pseudônimo utilizado principalmente por Bice Cairati (Milão, 13 de julho, 1938) e também era por seu marido falecido Nullo Cantaroni (Milão, 27 de agosto de 1928 - Milão, 29 de dezembro de 2004), ela é e ele era escritores italianos, onde fizeram do pseudônimo um dos nomes mais populares da atual ficção de seu país.

## Obra
Sob o pseudônimo, publicaram dezoito romances, que venderam mais de dez milhões de exemplares, foram traduzidos para catorze línguas e deram origem a vários filmes e séries televisivas de sucesso. Suas obras são baseadas principalmente em enredos focados em mulheres.
Bice Cairati declara:
Cada livro meu é um confronto com o mundo feminino, o que sucede à minha volta, o que acontece à volta das mulheres. Me agrada imaginar que para os homens as mulheres são muito difíceis de interpretar. Gosto de pensar que há leitores curiosos que se deixam fascinar por estes mistérios do universo feminino.

## Prêmios
Os seus romances venceram quatro vezes o prestigiado Prémio Selezione Bancarella: em 1981 (Anna Dagli Occhi Verdi), em 1984 (Saulina), em 1987 (Desesperadamente Giulia), e em 1989 (A Siciliana), bem como o prémio de literatura da Donna Moderna em 2001 (Baunilha e Chocolate).

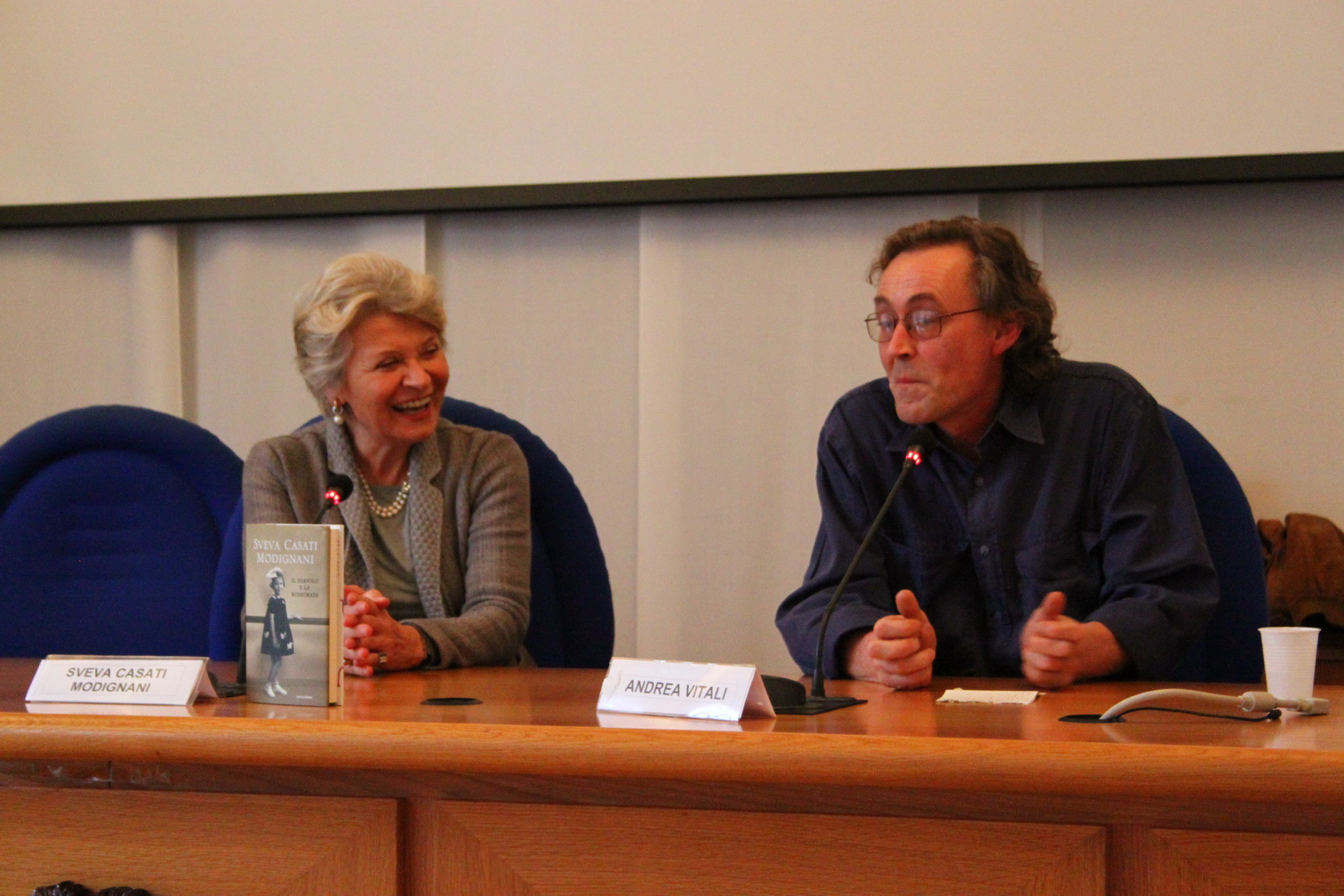
Bice Cairati com o escritor Andrea Vitale em 2012

## Obras
- 1981 – Anna dagli occhi verdi
- 1982 – Il barone
- 1983 – Saulina (Il vento del passato)
- 1986 – Come stelle cadenti
- 1986 – Disperatamente Giulia]
- 1986 – Sotto il segno della vergine. Un giallo d'amore
- 1988 – Donna d'onore
- 1989 – E infine una pioggia di diamanti
- 1991 – Lo splendore della vita
- 1992 – Il cigno nero
- 1994 – Come vento selvaggio
- 1995 – Il corsaro e la rosa
- 1997 – Caterina a modo suo
- 1998 – Lezione di tango
- 2000 – Vaniglia e cioccolato
- 2001 – Vicolo della Duchesca
- 2003 – 6 aprile '96
- 2004 – Qualcosa di buono
- 2006 – Rosso corallo
- 2007 – Singolare femminile
- 2009 – Il gioco delle verità
- 2010 – Mister Gregory
- 2011 – Un amore di marito
- 2012 – Léonie
- 2012 – Il diavolo e la rossumata
- 2013 – Palazzo Sogliano
- 2014 – La moglie magica
- 2014 – Il bacio di Giuda
- 2015 – La vigna di Angelica
- 2016 – Dieci e lode
- 2017 – Un battito d'ali
- 2017 – Festa di famiglia
- 2018 – Suite 405
- 2019 – Segreti e ipocrisie
- 2020 -  Il Falco
- 2021 - L'amore fa miracoli

### Obras Publicadas em Portugal
- Desesperadamente Giulia - no original Disperatamente Giulia (1986)
- A Siciliana - no original Donna d'onore (1988)
- Uma Chuva de Diamantes - no original E infine una pioggia di diamanti (1989)
- O Esplendor da Vida - no original Lo splendore della vita (1991)
- O Barão - no original Il barone (1992)
- Lição de Tango - no original Lezione di tango (1998)
- Baunilha e Chocolate - no original Vaniglia e cioccolato (2000)
- A Viela da Duquesa - no original Vicolo della Duchesca (2000)
- 6 de Abril '96 - no original 6 aprile '96 (2003)
- Qualquer Coisa de Bom... - no original Qualcosa di buono (2004)
- A Cor da Paixão - no original Rosso corallo (2006)
- Feminino Singular - no original Singolare femminile (2007)
- O Jogo da Verdade - no original Il gioco delle verità (2009)
- Mister Gregory - no original Mister Gregory (2010)
- O Diabo e a Gemada - no original Il diavolo e la rossumata (2012)
- Um Dia Naquele Inverno - no original Léonie (2012)
- A Família Sogliano - no original Palazzo Sogliano (2013)
- A Vinha do Anjo - no original La vigna di Angelica (2015)
- Como vento selvagem - no original Dieci e lode (2016).